# Hoveri
Hoveri var en ydelse i form af arbejdsdage, som en fæster (fæstebonde eller husmand) skulle udføre på eller for det gods, hans gård tilhørte som led i årlig modydelse. Foruden hoveri skulle ydes landgilde. Forholdet mellem disse to ydelser varierede fra herregård til herregård og over tid.

## Baggrund
Herregårde var godser, der bestod af to dele: dels selv herregården med tilhørende dyrkede agre, dels gods i form af fæstegårde og -huse, hvis fæstere eller lejere skulle gøre modydelser for at fæste deres ejendom. Godserne lod sig inddele i to arketyper: Grundherrschaft og Gutsherrschaft. Grundherrschaft eller rentengrundherrschaft betegner en driftsmåde, hvor hovedgårdens jorder er begrænsede, og godsejeren derfor lægger mest vægt på modtagelsen af faste årlige ydelser i landgilde form af naturalier fx en del afgrøder, husdyr eller andet. Denne driftsmåde modsvarer mest driftsforholdene forud for fæsteforholdets indgåelse, idet driften af den enkelte gård eller det enkelte hus med jord tillægges vægt. Fordelen ved dette er, at godsejeren på forhånd kan forvente at modtage bestemte ydelser i naturalier hvert år. Gutsherrschaft betegner en driftsmåde, hvor hovedvægten lægges på hovedgårdens egen jord, som helt eller overvejende drives ved arbejde udøvet af fæstere, det vil sige hoveri. Denne form kunne opfattes som en fordel i perioder med højkonjunkturer, hvor prisstigninger på korn eller dyr ville tilfalde godsejeren ved salg frem for fæsteren. Formelt betegner de to navne hver sin ekstreme driftsmåde, i praksis var der tale om blandinger med større eller mindre vægt på det ene eller andet.

## Typer af hoveri
Det hoveri, der blev udøvet, var forskellige kratakter. Men skelnede mellem følgende typer:
- spanddage, hvor fæsteren stillede med heste og vogn.
- pløjedage, hvor der krævedes plov og trækdyr.
- gangdage, hvor det var tilstrækkeligt, at en person mødte op – det kunne også være en karl fra fæstegården.
- ægtkørsel – der var pligtkørsel, der ofte gik på omgang blandt fæsterne og var afhængig af de lokale transportbehov. Ægtkørsel kunne også udskrives af kongen, de såkaldte fadebursægter.
- Hovspind

## Historie

### Middelalder
Hoveriets oprindelse fortaber sig i historien. Der kan peges på visse forhold som mulig ophav til den senere udvikling af hoveriet som en fæsteydelse. Helt tilbage fra vikingetid og tidligste middelalder gjaldt den praksis, at Kronen kunne forvente, at rigets bønder havde pligt til leding, det vil sige deltagelse i rigets forsvar, og denne pligt blev hurtigt konverteret til forpligtelse også til at deltage ved opførelse af befæstninger til rigets forsvar (fx opførelsen af Dannevirke) samt til at yde kongen og hoffet husly eller nathold, når han rejste rundt i landet for at sikre fred og retfærdighed. Med rødder i vikingetiden var også bestemmelser, der senere blev nedfældet i blandt andet Jyske Lov, og hvorefter storbønder med flere gårde kunne lade (nogle af) disse drive ved bryder, som reelt var storbondens opsynsmand, og hvor landboere drev deres gård for egen regning, mens en fællesbryde betalte en vis fast andel af driftens overskud til gårdejeren (det vil sige landgilde), og en bryde egentlig kun var jordejerens lønnede arbejdskraft. Efterhånden blev skellet mellem disse udgangspunkter udvisket. Således bestemte Svend Grathe i forbindelse med overdragelse af halvdelen af Ringsteds agre til klosteret i byen, at dette også omfattede "høstarbejder, kaldet dagsværker", det vil sige at en hoveriydelse. Udviklingen gik i retning af, at brydegårde ofte omfattede et antal småbrug, gårdsæder og landbostavne, som var mere eller mindre fri for landgilde mod til gengæld at yde hoveriarbejde på brydegårdens jord og dermed bidrage til dennes drift. Allerede i 1200-tallet anden halvdel synes skellet mellem bryde- og landbogårdsdrift at forsvinde, og omkring år 1300 var herremændenes jord som helhed blevet skattefri uanset på hvilket måde, den i praksis blev drevet. Skattefriheden var noget, som kunne motivere godsejere til at holde mest mulig driftsjord under hovedgården.
Under kong Valdemar Atterdag blev kronens ret til hoveri udnyttet til sin grænse. I 1355 bestemte kongen, at alle fæstebønder skulle yde kongen to ugers arbejde vinter og sommer på egen bekostning. Disse vilkår fik et oprør til at bryde ud i Jylland. Under efterfølgeren kong Oluf blev det i denne håndfæstning bestemt, at bønderne kun skulle yde hoveri til Kronen med adelens samtykke, men gennem hele middelalderen fortsatte kampen om omfanget af dette hoveri.

### Renæssance
I renæssancen kom hoveriet i fastere former. Mange godsejere mageskiftede, det vil sige byttede gårde for at opnå, at flest mulige af godsets fæstegårde lå i nærheden af hovedgården, hvorved mulighederne for hoveri blev fremmet, idet transporten til og fra hovedgårdens marker blev formidskede. Især efter år 1600 synes adelen bevidst at have gået efter denne godssamling omkring hovedgården, idet bønder bosatte i samme sogn hvor hovegården lå kunne få status som "ugedagsmænd", der var fritagne for betaling af ekstraskatter. Men allerede i anden halvdel af 1500-tallet kan konstateres, at godsejerne synes at have tilstræbt en forøgelse af hoveriet, endda mod selvejerbønder, og ved en afgørelse den 10. juni 1608 fastslog kongen og rigsrådet på grundlag af Koldingske Reces af 1558 § 34, der fastslog at enhver adelsmand havde ret til at "gøre sit gods så nyttigt, som han kan", at adelen havde ret til denne udvidelse af hoveriet, og den af bønderne fremsatte klage blev afvist. Denne afgørelse blev stadfæstet ved en ny rettertingsdom den 11. juni 1613.
Skønt Christian IV således havde givet adelen medhold i dens rettigheder til hoveri, betød dette ikke, at han støttede denne ordning, tværtimod. Den 5. april 1623 indledte han bestræbelser gående ud på, at kronbøndernes pligt til at yde ægter, det vil sige transporter for Kronen, rigsråder og lensmænd skulle afskaffes og erstattes af en fast årlig pengeafgift. Bestræbelserne mislykkedes dog i første omgang, fordi bønderne erklærede, at de ikke var i stand til at yde større betalinger, end de allerede gjorde. Et nyt forsøg blev gjort den 10. januar 1624, da lensmanden på Roskildegård og Ringsted Kloster blev pålagt at inddele Kronens bønder i to grupper: den ene omfattende de omkring 60 bønder, der boede nærmest hovedgården, som fremover skulle forestå ladegårdens avl, fragte brænde og køre fogeden rundt i lenet, mens der skulle forhandles med alle øvrige om afløsning af alle ægter og alt hoveri i fredstid, dog undtagen fragter til salpeterladerne. Den 21. april 1624 skrev kongen til en række lensmænd og pålagde dem på lignende måde at inddele bønderne i dem, som skulle forestå ægter og hoveri, og resten, som skulle fritages for dette men betale arbejdspenge på 1 rigsdaler pr. pund landgilde-hartkorn svarende til ¼ rigsdaler pr tønde hartkorn, mens gadehusmænd skulle betale 1 rigsdaler. Sådan gik det ikke. I stedet blev bønderne flere steder enige om at dele hoveriarbejdet og betalingen af arbejdspenge. I praksis betød det, at hoveriet fortsatte. Kun i Københavns Len lykkedes det at gennemføre en ordning, hvorved hoveriet blev afløst af en årlig betaling på 6 rigsdaler pr. gård, i 1625 nedsat til 5 rigsdaler pr. gård.

### Den ældre enevælde
Karl Gustav-krigene 1658-1660 medførte omfattende ødelæggelser og dødsfald som følge af krigsbegivenheder og sygdom, hvilket kunne have betydet kronisk mangel på arbejdskraft, men godserne klarede sig i kraft af den veludviklede hoveriordning.
Karakteristisk var, at hoveriets faktisk udstrækning aldrig blev specificeret. I stedet anvendtes bredere formulering som, at fæsteren skulle yde hoveri som sine naboer. Både gårdmænd og husmænd var omfattede af hoveri. De kunne blive pålagt årligt at "kline og udspække husene i tiden mellem forårssåning og høhøst, reparere båsene, inden kvæget kom på stald, sørge for bindsler m.v." Desuden kunne de pålægges transporter, fx at køre korn til hovedstaden samt fragte brænde og tømmer fra skove til ejer og forpagter. Hoveriet blev som regel fastlagt som "halv- eller helgårds hoveri", hvilket førte til, at de fleste småbrug (gårdsæder) efterhånden forsvandt. Det menes, at "uden tvivl voksede hoveriet betydeligt i perioden 1660-1720, nye hovedgårde opstod, og selv om andre, især af de mindre, blev nedlagt, udvidedes hovedgårdenes samlede tilliggender stærkt i tiden fra enevældens indførelse til 1730."
Husmænd ydede oprindeligt overvejende deres hoveri in natura som ugedage, men udviklingen gik efterhånden til dels i retning af pengeafløsning, hvis der kun var begrænsede behov for hoveri. Disse afgifter steg efterhånden. Ved ryttergodsomlægningen i 1715-20 var den gennemsnitlige afgift 3½ rigsdaler men kunne variere fra egn til egn. Især i Jylland var afgiften mindre. I første omgang skete der ikke nogen stigning i antallet af ugedagshusmænd, hvilket hang sammen med, at husmandshoveriet kun var et supplement til hoveri udøvet af gårdmænd. Det blev fortrinsvis udøvet på områder som havearbejde, hjælp i laden med tærskning, fodring af kreaturer, fragt af breve, drift med stude, svin eller får til købstæder eller markeder.
Til belysning af hoveriets omfang kan nævnes, at fæsteren af en gård på knapt 4 tønder hartkorn på Nandrup Gods på Mors i 1734 skulle udføre følgende hoveriarbejder: pløje, så og harve 2 tønder havreland, vinterpløje 2 tønder alsæd, age møg 1 dag, slå hø 1 dag, age hø 1 dag, høste korn 1 dag, age korn 1 dag, endvidere 2 grave og transportere læs hedetørv samt deltage i tørveskær i mosen 1 dag.
Det var ikke altid, at hoveriet blev ydet godvilligt, og i sådanne tilfælde kunne opsætsige bønder og husmænd straffes "enten med krabask på ryggen, træhesten eller [hunde]hullet og efter loven, som forseelsen er til", dog at "gårdmænd og gamle forskånes for hug og slag, lemmerlæster eller skade på deres helbred". Forsømmelighed under hoveriarbejde kunne straffes ved at pålægge synderen to dages arbejde i stedet for en.

### Hoverispørgsmålet under landboreformerne
Under landboreformerne kom også spørgsmålet om hoveriets fremtid til debat. Allerede i et cirkulære af 30. april 1768 sendt til godsejere og stedlige myndigheder blev der spurgt om, hvorledes man stillede sig til hoveriets eventuelle afskaffelse in natura. Et udbredt svar var, at en afskaffelse af hoveriet ikke lod sig gennemføre, men samtidig blev der peget på mulige indskrænkninger i ydelser fx brændekørsel, fårepasning, rensning af fiskedamme og brobygning. Den 6. maj 1769 blev udstedt en forordning om hoveriets bestemmelse. Forordningen lagde op til at sikre, at hoveri fremover skulle ske i henhold til et reglement, der blandt fastlagde tidsgrænser og hvilepauser. Hvis der ikke blev udført hoveri en uge, måtte de manglende dage ikke overføres til andre uger. Der blev lagt op til frivillige indskrænkninger i hoveriet. I praksis synes forordningens betydning dog at have været begrænset. Den 20 februar 1771 kom "Nærmere anordning om bestemmelse af hoveriets eller bondens arbejde for husbonden i Danmark", der bestemte, at hoveri fremover skulle ydes i henhold til gårdenes hartkorn således, at en gård på 6 tønder hartkorn højst måtte yde 48 spanddage og 96 gangdage om året, og alle hidtidige hoveriaftaler skulle reguleres op og ned i henhold til denne norm. Heller ikke denne forordning synes at have haft den store voirkning. Den 12. marts 1773 kom "nøjere bestemmelse af hoveriet for fæstebonden udi Danmark", der bestemte, at hoveriet skulle forrettes efter det, som stod i fæstebrevet, det vil sige i praksis uden statens indgriben eller regulering.
Spørgsmålet blev taget op både af Den Lille Landbokommission og Den Store Landbokommission. Den Lille Landbokommission havde til formål at udskifte Kronens godser i det nordøstlige Sjælland. Endvidere fik Landbokommissionen gennemført arvefæste, hvorved bønderne de facto blev fritaget for hoveri.
I Den Store Landbokommission blev Johan Ludvig Reventlow den første til at forsøge et udspil, en betænkning dateret den 11. februar 1788. Hans udspil tog udgangspunkt i hoveriets omfang i 1771, da en forordning af 20. februar dette år udtrykkeligt havde bestemt, at hoveriet i fremtiden ikke måtte forøges. Imidlertid havde en ny forordning fra 1773 ophævet den tidligere forordnings bestemmelser.
I sin betænkning vender Reventlow sig især imod "ubestemt" hoveri, som han anså som skadelig. I betænkningen gennemgår han forskellige hoveriydelser og deres betydning, spørgsmål om hoveriforseelser og godsejernes mulighed for at fjerne besværlige bønder fra gårdene, og han erklærer det som et mål at få en ny hoverianordning, der skulle træde i kraft 1. maj 1789. Hans udspil blev rundsendt og gav anledning til en omfattende debat, men nogen egentlig løsning i spørgsmålet nåede man ikke.
Ved forordning af 25. marts 1791 om håndhævelse af god orden ved hoveriet blev det indskærpet bønderne at "vise sig hørige og lydige såvel imod jorddrotten som imod dem, han betror tilsynet ved eller bestyrelsen af arbejdet", men hoveriforordningen fra 1773 forblev gyldig. Reventlow tilbød på et møde i landbokommissionen den 10. marts 1791 at udarbejde forslag til en ny hoverianordning, men det løb ud i sandet.
Den hårdknude, som hoverispørgsmålet var endt i, resulterede i en plakat af 24. juni 1791, der foreslog godsejere og bønder at forhandle om omfanget af det fremtidige hoveri på de enkelte godser. Dersom det ikke lykkedes dem selv at nå til enighed inden udgangen af oktober måned samme år, forbeholdt kongen sig ret til at udpege særlige kommissioner til at afgøre spørgsmålet i hvert tilfælde. Kun få steder nåede man et resultat inden den fastsatte frist, men regeringen tøvede med at grøre brug af sin trussel og forsøgte først ved en ny plakat af 23. december 1791 at formå bønderne til besindighed i forhandlingerne med godsejerne. Derefter stod spørgsmålet i stampe, og først ved en forordning af 15. juni 1792 blev det tilladt for godsejerne i forbindelse med udskiftningen at forhandle om landgilde og afgifter på de udskiftede og udflyttede gårde. Derved blev også hoveriet kædet sammen med andre spørgsmål vedrørende forholdet mellem godsejere og bønder. Først ved plakat af 5. juni 1795 blev nedsat de kommissioner, der skulle løse problemerne på de godser, hvor der fortsat ikke var enighed, og fra efteråret begyndte to kommissioner - en for Sjælland og Fyn, en for Jalland - deres virke.
I realiteten kom bønderne under pres, blandt andet fordi de ofte ikke havde indsigt i lovgivningen, så den 23. marts 1797 besluttede landbokommissionen, at det da gældende hoveri ikke måtte forøges for nye fæstere inden, at Rentekammeret havde udtalt sig i sagen.
Endelig, ved forordning af 6. december 1799, fik landbokommissionen fastlagt endegyldige regler for hoveriets fremtidige udvikling: de gik ud på, at alt hoveri i fremtiden skulle være entydigt fastlagt, at det ikke måtte overstige bøndernes kræfter og at nye fæstere kun måtte få deres hoveri forøget efter forudgående undersøgelse og godkendelse fra Rentekammerets side. I praksis var det ikke lykkedes kommissionen at løse spørgsmålet men kun at bringe det i faste rammer. Endnu i 1810, da kommissionen reelt var ophørt at fungere, var de fleste fæstebønder helt eller delvist hoveripligtige. Forhåbninger om en egentlig hoveriafløsning måtte opgives i denne omgang.

### Efter landboreformerne
Ved landboreformerne blev der skabt en tilstand, hvor fæstebønderne i stigende grad blev fritaget for hoveri, mens dette i stedet overgik til fæstehusmænd. I 1830-erne skete en vedvarende afvikling af fæstevæsenet (og hoveriet), og i tiden omkring 1860 udgik hoveri også som en del af ydelserne for fæstebrug og lejehuse. I stedet overgik arbejdet til folk, der boede i lejede huse. Under stænderforsamlingerne fremkom i Roskilde og i Viborg mere end 100 andragender om lettelse eller afløsning af hoveriet. En formel afvikling af hoveriet skete først i begyndelsen af det 20. århundrede.